# Joseph Djida
Joseph Djida, né le 8 avril 1945 à Mayo-Darlé, et mort le 6 janvier 2015 à Ngaoundéré au Cameroun, est un prélat catholique camerounais, évêque de Ngaoundéré de 2000 à sa mort. Il a été supérieur provincial des Missionnaires Oblats de Marie Immaculée du Cameroun de 1998-2000 avant d’être nommé Évêque du Diocèse de Ngaoundéré. Il a été recteur du Grand séminaire interdiocésain Saint Augustin de Maroua. 

## Biographie
Joseph Djida grandit dans une famille musulmane à Tibati. Il appartient à l'ordre des Oblats de Marie-Immaculée. Jean-Paul II le nomme en décembre 2000 évêque de Ngaoundéré, poste qu'il occupe jusqu'à sa mort,.